# 慶復
慶復（穆麟德轉寫：kingfu；？—1747年），中國清朝官員，佟佳氏，字邵亭，号瑞园，佟國維六子。满洲镶黄旗人。

## 生平
雍正五年（1727年），因为其兄隆科多得罪，慶復袭封父兄的一等公，任都统、议政大臣。雍正十一年（1733年）二月癸丑，接替武格，擔任清朝工部尚書，后改戶部尚書。由憲德接任。乾隆元年（1736年）任定边大将军出北路西征准噶尔。乾隆二年（1737年），接替趙弘恩擔任兩江總督。同年改雲南總督。四年（1739年）加太子太保。乾隆六年（1741年）任兩廣總督。曾任領侍衛內大臣。乾隆十年（1745年）为文华殿大学士，十二年（1747年）因欺罔免职。十四年（1749年）贻误军机，被赐自尽。

## 延伸阅读
[在维基数据编辑]
 《清史稿·卷297》，出自趙爾巽《清史稿》
 《清史稿·卷279》